# Kivenkantaja
Kivenkantaja − trzeci album studyjny fińskiego zespołu Moonsorrow, wydany 10 marca 2003 roku.

## Lista utworów
1. „Raunioilla" – 13:36
I. Askelmilla
II. Maailmalle
III. Raunioilla
2. „Unohduksen Lapsi” – 8:17
3. „Jumalten Kaupunki including Tuhatvuotinen Perintö” – 10:42
4. „Kivenkantaja” – 7:39
5. „Tuulen Tytär including Soturin Tie” – 8:36
6. „Matkan Lopussa” – 4:54

## Twórcy
- Ville Sorvali – śpiew, gitara basowa
- Henri Sorvali – śpiew, gitara, instrumenty klawiszowe, akordeon, harmonijka ustna
- Marko Tarvonen – perkusja, instrumenty perkusyjne, gitara 12‐strunowa, wokal wspierający
- Mitja Harvilahti – gitara, wokal wspierający
- Markus Eurén – instrumenty klawiszowem wokal wspierający